# Микульський Аркадій Миколайович
Аркадій Миколайович Микульський (* 31 липня 1938, Боярка, Київська область) — український кінорежисер. Лауреат Національної премії України ім. Т. Г. Шевченка (2002).

## З життя і творчості
Народився в родині службовця.
Закінчив режисерський факультет Київського державного інституту театрального мистецтва їм. І.Карпенка-Карого (1967).
Працював на Київській кіностудії ім. О. П. Довженка.
З 1972 — режисер студії «Київнаукфільм».
Створив картини: «Акварелі Києва» (1969, Диплом Всесоюзного фестивалю, Ленінград), «Етюди про секунду» (1971), «Рибництво України» (1972), «Життя, життя, життя…» (1972), «Іван Франко» (1973), «Якщо не я, то хто?» (1973), «Колектив: поразка чи успіх?» (1974), «Автографи стародавньої Русі» (1975), «Вони дивляться на нас», «Від імені народу» (1981), «Останній дзвінок» (1981), «Провінційна історія», «Прем'єра у Сосновці» (1986, т/ф), «Вишневі ночі» (1992), «Відлуння наших емоцій», «Чия правда, чия кривда» (1993), кінотрилогію про Олега Ольжича «Я камінь з Божої пращі...», що об'єднує стрічки: «Ольжич» (1996), «Доба жорстока, як вовчиця», «Незнаний воїн» (2000).
Член Національної Спілки кінематографістів України.